# Ixodes stilesi
Ixodes stilesi är en fästingart som beskrevs av Neumann 1911. Ixodes stilesi ingår i släktet Ixodes och familjen hårda fästingar. Inga underarter finns listade i Catalogue of Life.